# Inkapselen (netwerk)
Inkapselen wordt bij computernetwerken gebruikt om een Upper Layer Protocol in te sluiten in een Lower Layer Protocol. Dit is een abstracte methode om toe te laten dat de verschillende lagen functionaliteit bijvoegen.
Het internet is bijvoorbeeld gebaseerd op het Internet Protocol (IP — meer bepaald IPv4) en de meeste toepassingen gebruiken zowel het User Datagram Protocol (UDP) of Transmission Control Protocol (TCP). Een deel van de gebruikersgegevens wordt geëncapsuleerd in een UDP-datagram dat weer wordt geëncapsuleerd in een IP-pakket, dat vervolgens verzonden wordt over een datalinklaag protocol (bijvoorbeeld, ethernet). De datalinklaag is verantwoordelijk voor de fysieke transmissie van de data; IP voegt daar de addressing van de individuele computers aan toe; UDP voegt er de "Adressering van de Toepassing" aan toe (namelijk:  de poort specifieert de service zoals een web of FTP server).
Zowel het OSI-model en het internet protocol gebruiken encapsulatie.
Bij het inkapselen wordt de meer abstracte laag de "upper layer protocol" (ULP) terwijl de meer specifieke laag de "lower layer protocol" (LLP) genoemd wordt. In het voorbeeld UDP is de ULP ten opzichte van IP terwijl ethernet de LLP ten opzichte van IP is.